# Александра Фьодоровна (Алиса)
Вижте пояснителната страница за други личности с името Александра Фьодоровна.
Александра Фьодоровна (7 юни 1872 – 17 юли 1918) е германска принцеса и императрица на Русия, съпруга на последния руски император, Николай II.

## Ранни години и годеж за руския царевич
Родена е като принцеса Виктория Алиса Елена Луиза Беатрис фон Хесен-Дармщат в гр. Дармщат, великото херцогство Хесен-Дармщат, тогава вече част от Германската Империя. Тя е дъщеря на великия херцог на Хесен-Дармщат Лудвиг IV фон Хесен-Дармщат и на принцеса Алиса, която е дъщеря на кралица Виктория. Кръстена е на 1 юли 1872 г. по лутерански обред. Името ѝ се състои от първото име на майка ѝ и имената на баща ѝ. Нейни кръстници са крал Едуард VII, император Александър III, императрица Мария Фьодоровна и принцеса Беатрис.
През ноември 1878 г. във великото херцогство Хесен-Дармщат избухва епидемия от дифтерия, която убива майка ѝ и по-малката ѝ сестра, Мей, а Алиса успява да се възстанови от болестта, която засяга и нея. След това голямо нещастие Алиса се установява да живее известно време в Балморал, Шотландия, и Осборн хаус, о-в Уайт, Великобритания, при баба си, кралица Виктория, с която се сближава изключително много. Алиса става любима внучка на кралица Виктория, която я нарича слънчице, въпреки че след смъртта на майка си и баща си Алиса става мрачна и затворена. През 1892 г. умира баща ѝ Лудвиг IV, а брат ѝ Ернст Лудвиг става велик херцог на Хесен-Дармщат.
- Великият херцог на Хесен-Дармщат, Лудвиг IV, баща на Александра Фьодоровна.
- Великата херцогиня на Хесен-Дармщат, Алиса (родена принцеса Алиса от Великобритания), майка на Александра Фьодоровна.
- Великият херцог на Хесен-Дармщат, Ернст-Лудвиг, брат на Александра Фьодоровна
- Великата княгиня Елизавета Фьодоровна – Ела, сестра на Александра Фьодоровна

През 1884 г. Алиса придружава в Русия по-голямата си сестра Ела, която се омъжва за великия княз Сергей Александрович. По време на тази визита в Русия Алиса среща за първи път царевич (престолонаследник) Николай, бъдещия руски император. Николай и Алиса се влюбват един в друг при следващото посещение на Алиса в Русия през 1889 г., когато става ясно, че тя е избраницата на царевича. От избора на Николай не са очаровани родителите му, които имат резервирано отношение спрямо Алиса. Въпреки че тя им е кръщелница, императорът и императрицата не я одобряват за съпруга на сина си, главно поради трудния ѝ характер и антигерманското настроение в дома на руското императорско семейство, но не се противопоставят на годежа им. Алиса и Николай се сгодяват през април 1894 г. На първо време проблем пред годениците се оказва лутеранската религия на Алиса, която като бъдеща съпруга на руския престолонаследник трябва да е православна християнка. Затова принцеса Алис започва да изучава основните постулати на Православието под ръководството на протопрезвитер Николай. Освен това тя усилено изучава и руския език. Алиса приема православието на 21 октомври 1894 и променя името си на Александра Фьодоровна.
Император Александър III умира на 1 ноември 1894 г. Престолът заема годеникът на Александра, Николай II. Александра придружава императорското семейство в Ливадия за пренасянето останките на покойния император. На 26 ноември 1894 Александра и Николай са венчани на пищна церемония в параклиса на Зимния дворец в Петербург.

## Руска императрица
Александра Фьодоровна става Императрица на Русия още в деня на сватбата си на 26 ноември 1894 г. Официалната коронация на Николай II и Александра става на 14 май 1896 г. на пищна церемония в Московския Кремъл.
През повечето време императорското семейство жиевее в Александровския дворец в Петербург. Скоро след коронацията си Александра придружава съпруга си на първата му всеруска обиколка като император на Русия. През август 1896 г. двамата предприемат тримесечна официална обиколка из Европа, като посещават Австро-Унгария, Германия, Дания, Англия и Франция.
В следващите години Александра Фьодоровна ражда четири дъщери на Николай II: Олга Николаевна (15 ноември 1895), Татяна Николаевна (10 юни 1897), Мария Николаевна (26 юни 1899), Анастасия Николаевна (18 юни 1901). На 12 август 1904 императрицата ражда дъгоочаквания наследник на руския престол, царевич Алексей Николаевич. Радостта от раждането на Алексей бързо е помрачена, след като се разбира, че Александра е придала на сина си наследствената болест хемофилия, която преследва много от потомците на кралица Виктория. Хемофилията прави Алексей изключително крехък, причинява му болезнени пристъпи и кръвоизливи. Това кара Александра да се съсредоточи изключително върху грижите за сина си.
Междувременно като императрица Александра е натоварена с множество задължения. Като съпруга на императора главна нейна задача е благотворителността. Към 1909 г. под ръководството на Нейно Величество вече са открити над 33 благотворителни общества, сдружения на милосърдни сестри, убежища, приюти и учреждения, сред които: Комитет за грижи за пострадалите войници от войната с Япония, Дом за войници-инвалиди, Императорско женско патриотично общество, Попечителство за трудова помощ, Школата на Нейно Величесто в Царское село, Петроградско общество за подкрепа на бедните, Братство на Небесната Царица за грижи за изоставени деца с умствени увреждания и епилепсия, Александровски приют за жени и др.
Тежките кризи на Алексей, чувството за вина, че детето ѝ страда заради нея, непрекъснатото раздвоение между грижите за него, възпитанието на дъщерите ѝ и официалните ѝ задължения се отразяват зле на психичното равновесие на императрицата. Тя става изключително лабилна, истерична и лесно манипулируема. Изгубила надежда, че грижите на най-добрите лекари в Европа ще помогнат за оздравяването на сина ѝ, императрицата попада под силното влияние на религиозния мистицизъм и се оказва обсебена от мисълта, че единственият, който може да помогне на сина ѝ, е Григорий Распутин. Този „свят човек“, както го нарича императрицата, успява по незнаен начин да облекчава кризите на Алексей. Така императрицата се привързва изключително силно към него и попада под силното му въздействие, така че от 1912 г. нататък тя е обладана от мисълта за спасителната роля на Распутин. Освен че облекчава страданията на сина ѝ, Распутин започва да се ползва с привилегията да бъде най-довереното лице на императрицата, от което тя получава съвети и по редица политически въпроси. Това дава на Распутин голяма политическа власт, което не се одобрява от общественото мнение. Скандалното поведение на Григорий Распутин и близостта му с императрицата подкопава авторитета на Александра сред нейните поданици. Все по очевидно става и влиянието, което Александра оказва над императора. Тя се превръща в медиатор между съветите на Распутин и политиката на съпруга си, което става очебийно в първите години на Първата световна война.

## Първата световна война
Избухването на Първата световна война през 1914 г. се оказва повратен момент в живота на Александра Фьодоровна. Войната изправя Руската империя на династията Романови срещу силен противник в лицето на Германската империя, управлявана от династията на Хоенцолерните. Когато научава за мобилизацията на руската армия срещу Германия императрицата германка се вбесява и вдига огромен скандал на съпруга си. Александра има от какво да се бои. Великото херцогство Хесен-Дармщат е част от Германската империя, а брат ѝ е съюзник на германския император Вилхелм II, който е първи братовчед на Александра. Това прави императрица Александра изключително непопулярна в Русия, където тя е обвинявана във връзки с германците.
През 1915 г. Николай II заминава на фронта, където поема командването на армията. Императорът оставя Александра да управлява като регент в Петербург. За две години и половина, през които императрицата взима пряко участие в управлението, политиката на правителството деградира със скорост, която няма паралел в новата история на Русия. Александра няма никакъв опит в управлението, постоянно уволнява и назначава нови министри, което прави правителството нестабилно. В своето еднолично управление през този период Александра се намира под изключителното влияние на съветите на Распутин, което се оказва изключително опасно за Руската империя в условията на война. Съзнавайки пагубното влияние на Распутин върху бъдещето на империята някои приближени до руското императорско семейство, в това число и негови членове, правят неуспешни опити да отстранят Распутин от управлението на страната и да откъснат императрицата от влиянието му. След като увещанията и молбите не дават успехи, княз Феликс Юсупов и великият княз Дмитрий Павлович решават да отстранят проблема, наречен Распутин, като го ликвидират окончателно. Така на 16 декември 1916 те убиват Григорий Распутин в двореца на княз Феликс Юсупов.
Ликвидирането на Распутин не връща доверието в Александра. Неуспехите на фронта, лошото снабдяване на войските и на мирното население и рязкото падане на жизнения стандарт настройват обществото срещу императрицата. За влошаващото се положение на Русия общественото мнение обвинява и нея. Срещу германката валят обвинения в държавна измяна, в подкопаване устоите на империята в услуга на германските роднини. Не ѝ помага фактът, че тя организира евакуационни центрове в Царское село, Павловск, Петерхоф и други места, като издръжката на някои от тях е осигурена от личните средства на императрицата.

## Революцията и съдбата на Александра
На 22 февруари 1917 г. избухва Февруарската революция в Русия. Бунтовете срещу царизма се разрастват, а императорското правителство не е способно да ги овладее. На 15 март 1917 г. император Николай II абдикира в щаба в Могилев. Така се слага край на над тривековното управление на династията Романови. След абдикацията на императора Александра Фьодоровна е арестувана по нареждане на временното правителство на руската Дума. Бившата царица е поставена под домашен арест заедно с цялото си семейство в Александровския дворец в Царское село. Сега Александра се надява на братовчед си – английския крал Джордж V, от когото чака помощ, за да се евакуира със семейството си от революционна Русия. Неочаквано за нея английският крал отказва да прати евакуационен корпус за руското императорско семейство и да ги приеме в Лондон. Знаейки, че бившият цар е непопулярен в родината си, кралят се опасява, че ако окаже съдействие на Александра и семейството ѝ, може да предизвика отказ на временното руско правителство да изпълнява поетите от царска Русия ангажименти към Антантата.
През август 1917 г. правителството на Александър Керенски решава да премести семейството на Александра в Тоболск, Сибир, заради собствената им „безопасност“. В Тоболск бившето царско семейство остава до завземането на властта от болшевиките през ноември 1917 г. Болшевишкото правителство нарежда бившият цар да бъде преместен в Екатеринбург през 1918 г. Александра и дъщеря ѝ Мария заминават заедно с него в Екатеринбург, където на 30 април 1918 г. са настанени в къщата на Ипатиев. През май в Екатеринбург пристигат и останалите членове на семейството. В къщата на Ипатиев Романови са поставени под строга охрана и в пълна изолация от останалия свят. Животът на Александра и останалите членове на семейството ѝ в Екатеринбург е изключително тежък и изпълнен с неизвестност. Условията, в които бившата царица живее, са съвсем далеч от разкоша, в който е прекарала по-голямата част от живота си. Въпреки тежкото положение Александра Фьодоровна до последно се надява на помощ от английските си братовчеди.
В ранното утро на 17 юли 1918 г. Николай II, Александра Фьодоровна, децата им и няколкото им верни слуги са разстреляни в мазето на Ипатиевата къща под надзора на местния ръководител на болшевишкото ЧК, Яков Юруковски, който дава заповедта за екзекуцията на 13 юли 1918 г.
Александра Фьодоровна става свидетел на убийството на съпруга си и слугите си, преди военният комисар Петър Ермаков да я застреля от лявата страна на главата точно преди тя да успее да се прекръсти. Пияният Ермаков намушква с щик няколко пъти мъртвото ѝ тяло и това на съпруга ѝ, натрошавайки ребрата и на двамата. Александра е оставена да лежи до Николай II в огромна локва кръв, докато болшевиките разстрелват и децата им.
След убийството на семейството, според сведения на участници в деянието, убитите са съблечени, а дрехите им – изгорени. Телата са хвърлени в стара минна шахта в Ганина Яма, на 19 км северно от Екатеринбург. Няколко дни по-късно те са изровени, лицата им са обезобразени, телата са осакатени, залети са със сярна киселина и са заровени под един железопътен траверс с изключение на телата на две от децата, Алексей и Мария, които не са открити до 2007 г.
Само ден след убийството на Александра Фьодоровна е екзекутирана и сестра ѝ Елизавета Фьодоровна.

## Идентификация на останките
В началото на 1990 г., след краха на Съветския съюз, предполагаемите останки на по-голямата част от царското семейство и прислугата им са локализирани, ексхумирани и идентифицирани. За локализацията на останките помага тайният доклад на Юруковски, намерен през 1970 г., но пазен в тайна от обществеността до 1990 г. За идентификацията на телата е използван ДНК анализ с помощта на кръвни проби от Филип, херцог на Единбург, който е внук на сестрата на Александра, принцеса Виктория Хесенска. Идентификацията на телата на Александра и дъщерите ѝ е извършено чрез сравнение на митохондриалната ДНК. Тялото на император Николай II е идентифицирано чрез сравнение с ДНК на по-малкия му брат, великия княз Георги Александрович, който е починал от туберкулоза през 1890 г. и е погребан в Петропавловската катедрала в Петербург.

## Препогребение и канонизация
Александра Фьодоровна, Николай II и децата им (без Алексей и Мария) са препогребани с държавни почести в катедралата „Св. Петър и Павел“ в Петропавловската крепост, Санкт Петербург, на 17 юли 1998 г. на осемдесетата годишнина от смъртта им.
През 2000 г. Александра, съпругът ѝ, децата им и слугите, с които са разстреляни, са обявени за мъченици от Руската православна църква заедно с други членове на императорското семейство, убити по време на Революцията, в това число и сестрата на Александра, великата княгиня Елизавета Фьодоровна.

## Титли
- Нейно Височество, Принцеса Алиса фон Хесен-Дармщат
- Нейно Имперско Височество, Великата княгиня Александра Фьодоровна
- Нейно Имперско Величество, Царица Александра Фьодоовна, Императрица на Русия